# Меч Арея
«Меч Арея» — історичний роман українського письменника Івана Білика (1930—2012), вперше виданий у 1972 році. У творі описується життя вождя гунів, Аттіли (представленого в книжці як київський князь Богдан Гатило).

## Історія
Після видання книги у 1972 вона стала бестселером. Ідейно-художня тональність книги викликала лють у функціонерів від культури та ідеології тоталітарних часів. Книгу заборонили, вилучили із бібліотек, не продану частину тиражу було знищено. Івана Білика піддали гострій критиці в пресі, позбавили роботи та права друкуватися.
Незважаючи на заборони книга жила, її читали, вона переходила із рук в руки. Кілька разів книгу перевидавали у Канаді, США, Великій Британії та інших країнах.

## Сюжет
У романі «Меч Арея» автор зумів зацікавити читачів гіпотезою, що гуни — це слов'яни й безпосередні пращури українців. А вождь гунів Аттіла — київський князь Гатило. Стрімкий сюжет, захопливі пригоди героїв, цікаве життя київського князя Богдана Гатила, сповнене героїзму та драматизму.

## Цікаві факти
- 1928 року вже видавалася книга під назвою «Меч Арея». Це був російський переклад повісті «В тумані минулого» українського автора Григорія Бабенка.[1][2]
- Іван Білик більше часу витратив на написання післямови (у якій він намагався навести наукові аргументи на користь бачення історії, представленого у книжці), ніж на написання самого роману[3].